# Breedbandhuismoeder
De breedbandhuismoeder (Noctua fimbriata) is een nachtvlinder uit de familie van de uilen (Noctuidae). De voorvleugellengte bedraagt tussen de 22 en 27 millimeter. De soort komt verspreid over Europa, Klein-Azië, de Kaukasus en Noord-Afrika voor, al is de zuidelijke grens onduidelijk door verwarring met de sterk gelijkende soort Noctua tirrenica. Hij overwintert als jonge rups.

## Waardplanten
De breedbandhuismoeder heeft als waardplanten allerlei kruidachtige planten als zuring en brandnetel en soms ook houtige lage planten.

## Voorkomen in Nederland en België

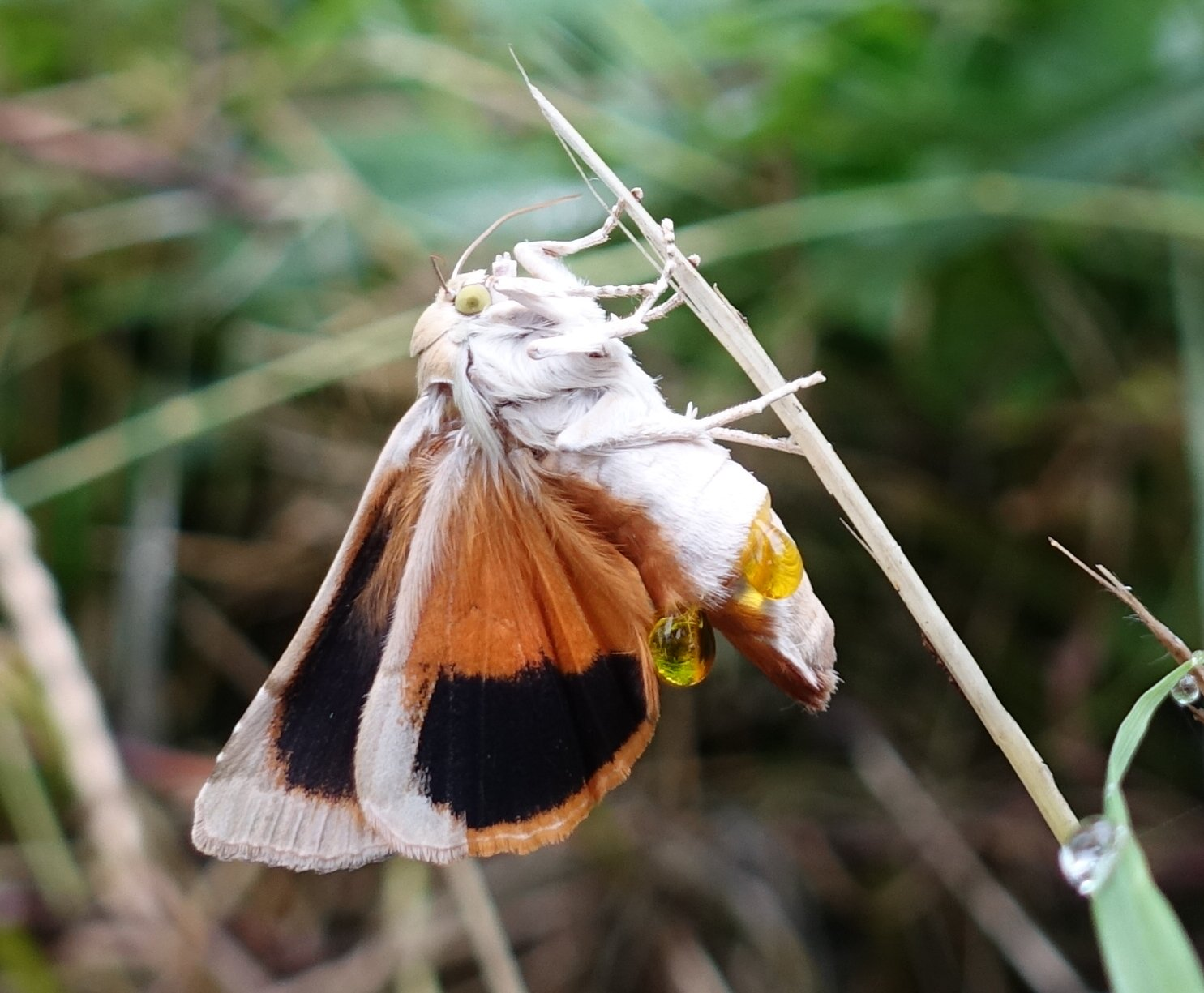
Met de kleurige vleugels zichtbaar

De breedbandhuismoeder is in Nederland en België een algemene soort, die verspreid over het hele gebied kan worden gezien. De vlinder kent één jaarlijkse generatie die vliegt van halverwege juni tot in september.